# Condado de Waller
O Condado de Waller é um dos 254 condados do estado norte-americano do Texas. A sede do condado é Hempstead, e sua maior cidade é Hempstead.
O condado possui uma área de 1 343 km² (dos quais 13 km² estão cobertos por água), uma população de 32 663 habitantes, e uma densidade populacional de 25 hab/km² (segundo o censo nacional de 2000).
O condado foi criado em 1873.